# Dijana Topiak
Dijana Topiak (* 1. Januar 1970) ist eine ehemalige kroatische Fußballspielerin.
Topiak kam am 28. Oktober 1993 im ersten Frauen-Länderspiel für Kroatien zum Einsatz. Sie wurde zur Halbzeit im Spiel gegen Slowenien für Sunčana Lažnjak eingewechselt. Dieses Spiel ging knapp mit 2:3 verloren. Weitere Berufungen folgten nicht mehr. Über ihre Stationen auf Vereinsebene ist bisher nichts bekannt.